# Lu Yufu
Lu Yufu (China) es un gimnasta artístico chino, campeón del mundo en 1999 en el concurso por equipos.

## 1999
En el Mundial de Tianjin 1999 consigue la medalla de oro en el concurso por equipos —China queda por delante de Rusia y Bielorrusia (bronce)—, siendo sus compañeros de equipo: Dong Zhen, Huang Xu, Li Xiaopeng, Xing Aowei y Yang Wei.